# Liste der Kulturgüter in Lutzenberg
Die Liste der Kulturgüter in Lutzenberg enthält alle Objekte in der Gemeinde Lutzenberg im Kanton Appenzell Ausserrhoden, die gemäss der Haager Konvention zum Schutz von Kulturgut bei bewaffneten Konflikten, dem Bundesgesetz vom 20. Juni 2014 über den Schutz der Kulturgüter bei bewaffneten Konflikten sowie der Verordnung vom 29. Oktober 2014 über den Schutz der Kulturgüter bei bewaffneten Konflikten unter Schutz stehen.
Objekte der Kategorie A sind im Gemeindegebiet nicht ausgewiesen, Objekte der Kategorie B sind vollständig in der Liste enthalten, Objekte der Kategorie C fehlen zurzeit (Stand: 1. Januar 2023). Unter übrige Baudenkmäler sind zusätzliche Objekte zu finden, die gemäss Angaben des kantonalen Denkmalschutzes als kommunale Kulturobjekte eingestuft wurden und nicht bereits in der Liste der Kulturgüter enthalten sind.

## Kulturgüter
| Foto |                                                                     | Objekt                                   | Kat. | Typ | Standort                              | Beschreibung |
| ---- | ------------------------------------------------------------------- | ---------------------------------------- | ---- | --- | ------------------------------------- | --- |
| ja   | Datei hochladen · Wikidata zu Ehemalige Stickereifabrik (Q29650630) | Ehemalige Stickereifabrik KGS-Nr.: 00469 | B    | G   | Dorfhalde 138 760476 / 259123         | Fabrikgebäude, um 1850–52, heute als Wohnhaus genutzt. Blickfang ist eine doppelläufige Treppenanlage, die zu einem Säulenbalkon im 1. Obergeschoss führt. Verandaportal im 2. Obergeschoss mit antikisierendem Giebel, Dachuntersicht und Giebelpartie durch Elemente des Schweizerhausstils geprägt. |
| ja   | Datei hochladen · Wikidata zu Villa Bildschachen (Q29650839)        | Villa Bildschachen KGS-Nr.: 11381        | B    | G   | Haufen 201 760657 / 258783            | Fabrikantenvilla Hohl, heute Tschol. 1880 erbaut, Aufstockung 1908, dadurch Ausbau des Dachgeschosses zum Vollgeschoss, Dachterrassen, Verzierungen an Flachdachkonsolen und Giebel vom Jugendstil inspiriert. Umfassende Restauration 1999 von Ueli Sonderegger. Neukultivierung Rebberg. |
| ja   | Datei hochladen · Wikidata zu Doppelwohnhaus (Q29650625)            | Doppelwohnhaus KGS-Nr.: 11382            | B    | G   | Brenden 330, 331 761710 / 258687      | |
| ja   | Datei hochladen · Wikidata zu Doppelwohnhaus (Q29650623)            | Doppelwohnhaus KGS-Nr.: 11383            | B    | G   | Gitzbüchel 193, 194 760879 / 258782   | |
| ja   | Datei hochladen · Wikidata zu Bauernhaus mit Saal (Q29650619)       | Bauernhaus mit Saal KGS-Nr.: 11384       | B    | G   | Hellbüchel 259 760415 / 258601        | |
| ja   | Datei hochladen · Wikidata zu Doppelwohnhaus (Q29650628)            | Doppelwohnhaus KGS-Nr.: 11385            | B    | G   | Haufen 240 760248 / 258894            | |
| ja   | Datei hochladen · Wikidata zu Ehemaliger Rebbauernhof (Q29650655)   | Ehemaliger Rebbauernhof KGS-Nr.: 11386   | B    | G   | Hof 170 761228 / 259044               | Ehemaliges Produktions- und Lagergebäude (Weinbau). In dieser Art in Ausserrhoden einmalig, 17. Jahrhundert, drei gemauerte Vollgeschosse und drei Dachgeschosse in Fachwerkkonstruktion mit steilem Satteldach, am einstigen Handelsweg zum Rheinecker Fahr. Zwei gewölbte Kellerräume, an W-Fassade darüberliegender Lagerraum, Portale in Sandstein gefasst, Holzgittertor des linken Kellerportals erhalten. Restauriert im Jahr 1999.                                                                                 |
| ja   | Datei hochladen · Wikidata zu Wohnhaus mit Stadel (Q29651023)       | Wohnhaus mit Stadel KGS-Nr.: 11387       | B    | G   | Oberhaufen 264, 265.1 760681 / 258649 | |
| ja   | Datei hochladen · Wikidata zu Wohnhaus (Q29651009)                  | Wohnhaus KGS-Nr.: 11388                  | B    | G   | Vorderbrenden 361 761935 / 258600     | |
| ja   | Datei hochladen · Wikidata zu Wohnhaus (Q29650940)                  | Wohnhaus KGS-Nr.: 11389                  | B    | G   | Wienacht 2 757926 / 259179            | Wohl 1779 von Hans Jakob Niederer aus Brenden für Hans Jakob Schwalm errichtetes Bauernhaus mit tonnengewölbtem Keller. Für Vorderländer Häuser typischer Aussenaufgang zum ersten Obergeschoss. 1979 gesamtsaniert. Der rechteckig angebaute Stall ist nicht mehr vorhanden. |
| ja   | Datei hochladen · Wikidata zu Bauernhaus (Q29650616)                | Bauernhaus KGS-Nr.: 11390                | B    | G   | Tobelmüli 126 760180 / 259062         | Bauernhaus, 17. Jh. (vielleicht um 1667 wie das so datierte abgewanderte Büfett) mit rückseits in gleicher Flucht angefügtem «Stadel». An der ostwärts gerichteten Front lauter Fensterpaare (2mal je vier Paare/2 + 2/2) mit Tafelläden an drei oberen Geschossen. An den Estrichkammerfenstern durchbrochene seitliche Zierbretter (einseitig erhalten) und ein Brusttäfer mit zwei korbbogigen Blendarkaden, wohl 18. Jh. Ein tonnengewölbter Keller. Zum Torkel an der Nordseite ein korbbogiges Portal.               |
| ja   | Datei hochladen · Wikidata zu Herrschaftsgebäude (Q29650693)        | Herrschaftsgebäude KGS-Nr.: 14869        | B    | G   | Dorfhalde 140 760506 / 259136         | Wohnhaus, älter, um 1850 |
| ja   | Datei hochladen · Wikidata zu Kunstatelier (Q29650729)              | Kunstatelier KGS-Nr.: 14870              | B    | G   | Dorfhalde 152.1 760770 / 259088       | Kunstatelier, errichtet vom Fabrikanten Johannes Georg Euler-Bänziger in den 1850er/60er Jahren. Das steinerne Atelier erinnert stark der Gestalt einer Kapelle und steht südwestlich des Wohnhauses. Der Bildhauer Lukas Ferdinand Schlöth wohnte zeitweise darin. |
| ja   | Datei hochladen · Wikidata zu Pavillon (Q29650765)                  | Pavillon KGS-Nr.: 14871                  | B    | G   | Dorfhalde 148 760756 / 258982         | Gehörte ehemals zu einer Anlage mit Rotonde zwischen Rebberg und Wäldern auf der Gupfen angelegt. Pläne stammen von Sebastian Antoine Hellmann 1841. Der heute verfallene Pavillon wurde 1854 von Albert Landerer (1816-1893) aus Basel mit Historienbildern, darunter die Schlacht am Vögelisegg und am Stoss, ausgemalt. |
| ja   | Datei hochladen · Wikidata zu Remise (Q29650803)                    | Remise KGS-Nr.: 14872                    | B    | G   | Dorfhalde 139 760500 / 259111         | Waschhaus, dessen nördliche, dem Hof zugekehrte Traufseite als zweigeschossige Hauptfassade ausgebildet ist. |
| ja   | Datei hochladen · Wikidata zu Villa Streichenberg (Q29650873)       | Villa Streichenberg KGS-Nr.: 14873       | B    | G   | Dorfhalde 146 760724 / 259127         | Villa Streichenberg, 1860–61 erbaut für Emanuel Streichenberg-Burckhardt (1833-1908). Spätklassizismus. Einfaches Äusseres, an talseitiger Schauseite übergiebelter Mittelrisalit, im Innern symmetrisch konzipiert, halbrundes Treppenhaus aus S-Fassade herauskragend. Eine der schönsten und besterhaltenen Villen von Felix Wilhelm Kubly. Insgesamt bemerkenswert für Kubly die prägende Verwendung von Elementen der Schweizerhaus-Architektur und ihre Vermengung mit Frührenaissance und klassizistischen Motiven. |
| ja   | Datei hochladen · Wikidata zu Wohnhaus (Q29650975)                  | Wohnhaus KGS-Nr.: 14874                  | B    | G   | Dorfhalde 150 760805 / 259100         | Von Johannes Georg Euler-Bänziger über dem Fundament und dem tonnengewölbten Keller eines ehemaligen Weinbauernhauses errichtete Villa. In ihr wohnte zeitweilig Bildhauer Ferdinand Schlötz (1818-1891), der mit dem Fabrikanten Euler befreundet war. |
| ja   | Datei hochladen · Wikidata zu Wohnhaus (Q29650906)                  | Wohnhaus KGS-Nr.: 14875                  | B    | G   | Tobel 112 758728 / 259347             | Hierbei handelt es sich um ein hell bemaltes Giebelhaus mit dem Datum 1738, das über dem Oberlicht des Hauseingangs eingemeißelt ist. Das Wohnhaus wurde von dem späteren Landesstatthalter Johannes Ulrich Tobler (1704-1780) erbaut und diente nach dessen Tod bis 1871 als Schulhaus. Die Front ist durch vier ionische Pilaster gegliedert und mit Täfer aus dem 19. Jahrhundert verziert. |

## Übrige Baudenkmäler
| ID  | Foto |                 | Objekt              | Typ | Standort                       | Beschreibung |
| --- | ---- | --------------- | ------------------- | --- | ------------------------------ | ------------ |
| 3   | BW   | Datei hochladen | Haus                | G   | Wienacht 3 757893 / 259150     |              |
| 5   | BW   | Datei hochladen | Feuerwehrgebäude    | G   | Wienacht 757922 / 259120       |              |
| 8   | BW   | Datei hochladen | Feuerwehrgerätehaus | G   | Wienacht 757917 / 259081       |              |
| 11  | BW   | Datei hochladen | Haus                | G   | Wienacht 11 757897 / 259131    |              |
| 15  | BW   | Datei hochladen | Haus                | G   | Wienacht 15 757858 / 259128    |              |
| 24  | BW   | Datei hochladen | Haus                | G   | Wienacht 24 757847 / 259079    |              |
| 55  | BW   | Datei hochladen | Haus                | G   | Tanne 55 758261 / 259555       |              |
| 142 | BW   | Datei hochladen | Haus                | G   | Dorfhalde 142 760585 / 259135  |              |
| 189 | BW   | Datei hochladen | Haus                | G   | Gitzbüchel 189 761167 / 258764 |              |
| 192 | BW   | Datei hochladen | Gemeindehaus        | G   | Gitzbüchel 192 761052 / 258755 |              |
| 220 | BW   | Datei hochladen | Haus                | G   | Haufen 220 760448 / 258853     |              |
| 296 | BW   | Datei hochladen | Doppelhaus          | G   | Brenden 296 761546 / 258798    |              |
| 298 | BW   | Datei hochladen | Doppelhaus          | G   | Brenden 298 761544 / 258800    |              |
| 472 | BW   | Datei hochladen | Kapelle             | G   | Unterer Kapf 758357 / 259311   |              |

Legende: Siehe Legende der Liste der Kulturgüter von nationaler und regionaler Bedeutung. Anstelle der KGS-Nummer wird als Objekt-Identifikator (ID) die Gebäudenummer der kantonalen Denkmalpflege angegeben.